# Stazione di Nanakōdai
La stazione di Nanakōdai (七光台駅?, Nanakōdai-eki) è una stazione ferroviaria situata nella città giapponese di Noda della prefettura di Chiba, ed è servita dalla linea Tōbu Noda delle Ferrovie Tōbu.

## Linee
Ferrovie Tōbu
● Linea Tōbu Noda

## Struttura
La stazione è realizzata in superficie, con un marciapiede a isola e due binari passanti. Il fabbricato viaggiatori, realizzato a ponte, è collegato al marciapiede tramite scale fisse, mobili e ascensori.
| 1 | ● Linea Tōbu Noda | per Kasukabe, Iwatsuki e Ōmiya                           |
| 2 | ● Linea Tōbu Noda | per Nodashi, Kashiwa, Mutsumi, Shin-Kamagaya e Funabashi |

## Stazioni adiacenti
| «          | Servizio   | »            |
| Linea Noda | Linea Noda | Linea Noda   |
| ---------- | ---------- | ------------ |
| Kawama     | Locale     | Shimizu-kōen |